# 定向 (幾何)

改變定向與轉動坐標軸的效果相同。

在三維空間裏，直軸（直線）、直軸段、有向軸、有向軸段（向量）的定向是由它們與參考系的參考軸之夾角設定的。也可以用別的方法，例如方向餘弦方法。
在三維空間裏，一個平面的定向是垂直於此平面的一個向量的定向。
在三維空間裏，剛體的定向涉及整個剛體的定位。假若一個剛體內中一點已被固定，剛體仍舊能夠繞著固定點旋轉。單獨固定點的位置並不能完全地描述剛體的位置。一個剛體的位置有兩個部分：平移位置與角位置。平移位置可以用設定於剛體的一個參考點來表示。這參考點時常會是剛體的質心或剛體與地面的接觸點。角位置，或定向，通常由剛體的體軸與空間坐標軸的夾角來設定；或者，定義固定於剛體的坐標軸為體坐標軸，由空間坐標軸轉動至體坐標軸所需的轉動角參數設定。在經典力學裏，有幾個工具可以用來描述三維空間的剛體轉動。有些可以延伸至四維或多維空間。

## 歐拉角
歐拉是最早試圖用數學表達定向的科學家。他設想出三個有順序的參考系，按照先後順序，可以從前面的參考系繞著轉動軸轉動到後面的參考系。他發現，從任何一個參考系，經過三種特定的轉動，可以轉到三維空間內任何參考系。這三種特定轉動的角度就是歐拉角。

## 旋轉向量
歐拉意識到，兩個連續的轉動可以合成為一個繞著不同轉動軸的轉動。所以，前述的三個歐拉角轉動等價於一個轉動。那時，轉動所環繞的轉動軸，很不容易計算出來。一直到矩陣理論的發展，才有較容易的方法來計算轉動軸。
根據這些理論，他新創了一個向量方法來描述任何轉動；轉動的轉動軸與向量同線，向量的量值就是轉動角度，稱此向量為旋轉向量。任何定向可以用一個相對於參考系的旋轉向量來表示。

## 旋轉矩陣
隨著矩陣理論的發表，歐拉旋轉定理被重新改寫。每一個轉動都可以用正交矩陣來代表，又稱為旋轉矩陣或方向餘弦矩陣。
歐拉向量是旋轉矩陣的特徵向量（一個旋轉矩陣必定有唯一的，實值的特徵值）。兩個旋轉矩陣的乘積等於對應的轉動的合成。因此，定向可以用從參考系的一個轉動所相應的旋轉矩陣來表示。
在n-維空間裏，一個非對稱的物體的位形空間是SO(n)× Rn。定向可以用此物體的切向量的基來代表。每一個向量所指的方向決定此物體的定向。

## 定向四元數
定向四元數方法是另外一種描述轉動的方法。等價於旋轉矩陣方法，定向四元數除去了旋轉矩陣裡面的重複資料。所以，定向四元數方法比較簡實與有效率。

## 導航角
導航角的三個角是偏航角，俯仰角，與滾動角。導航角又稱為泰特-布萊恩角或卡丹角。在航空工程學裏，這些角通常稱為歐拉角，很容易造成與數學的歐拉角之間的混淆。

## 剛體定向
在三維空間裏，一個剛體的定向會因轉動而改變。當轉動時，除了包含於轉動軸的點以外，剛體內部所有的點都會改變位置。